# Arquebisbat de Chambéry, Saint-Jean-de-Maurienne i Tarentèsa

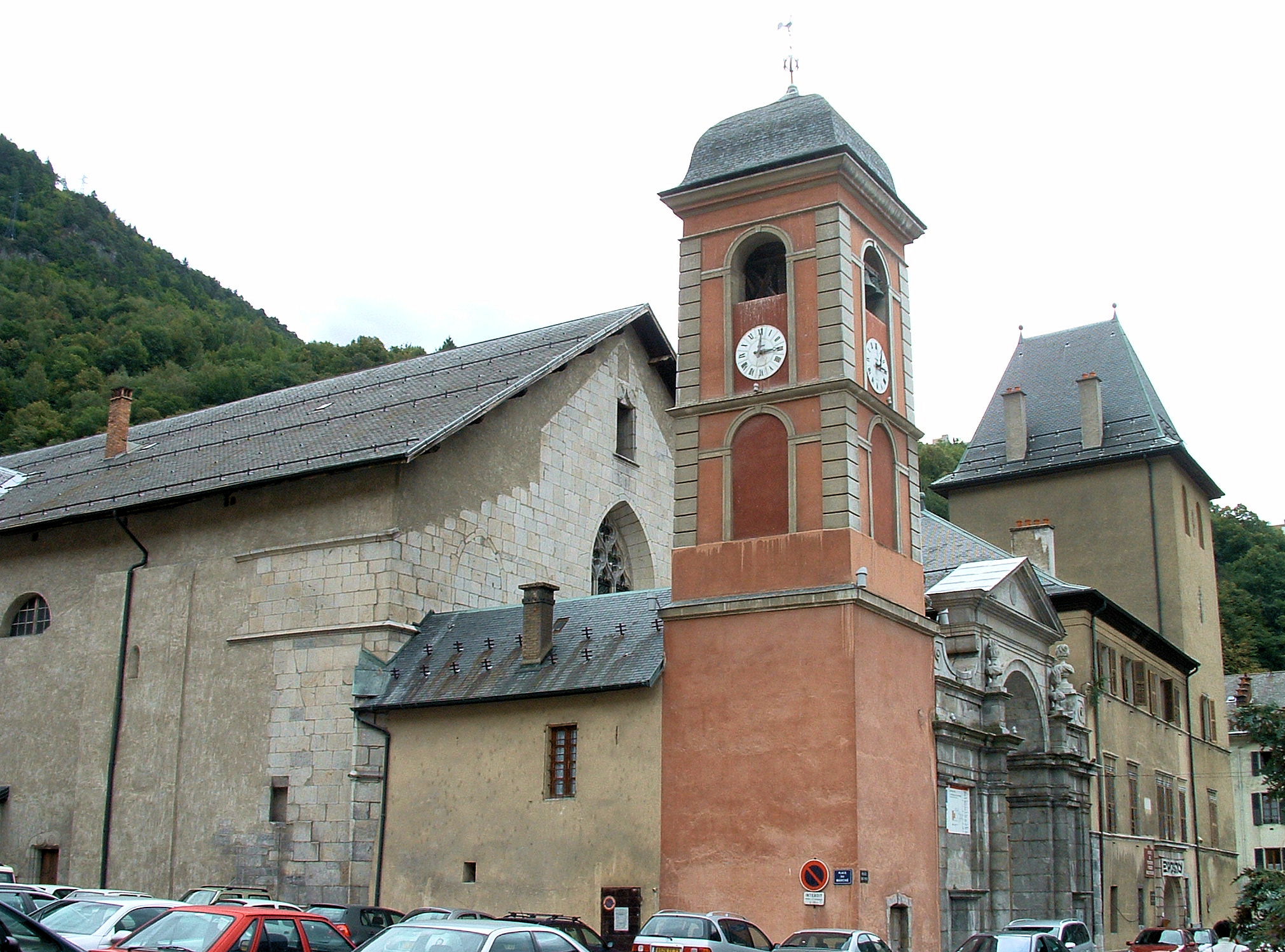
La catedral de San Pere a Moûtiers.

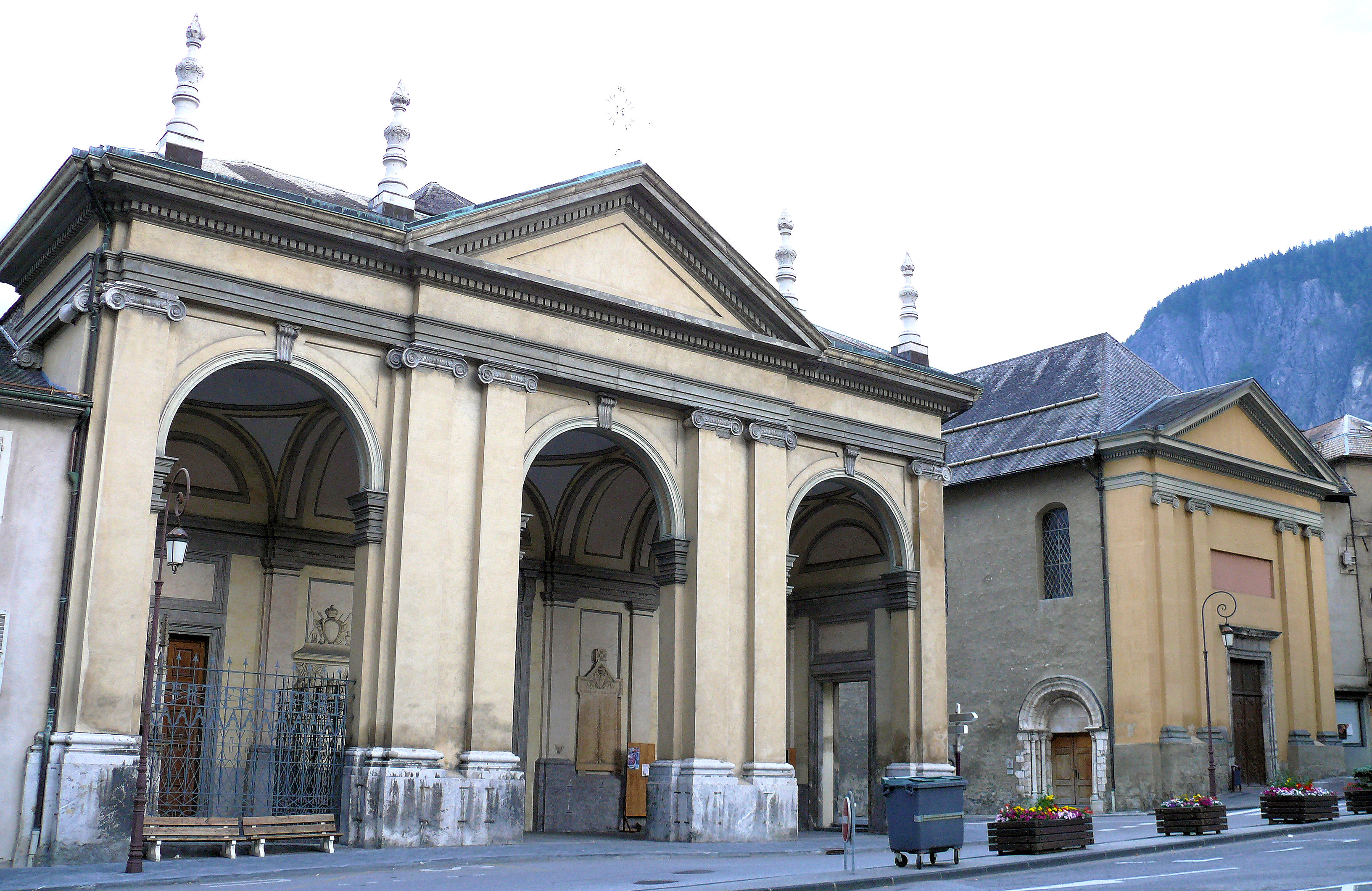
La catedral de Sant Joan Baptista a Saint-Jean-de-Maurienne.

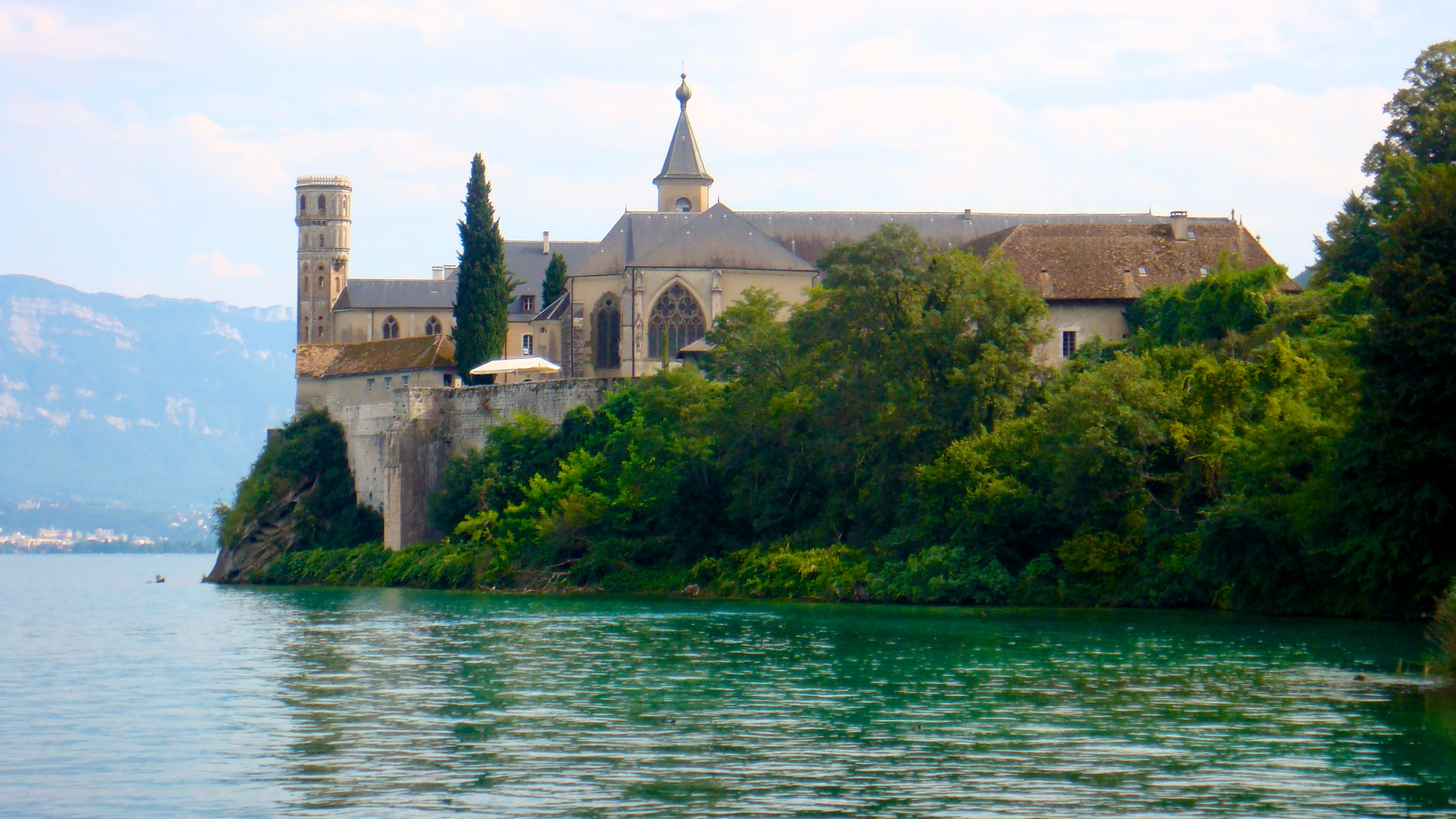
L'abadia d'Altacomba, fundada el.

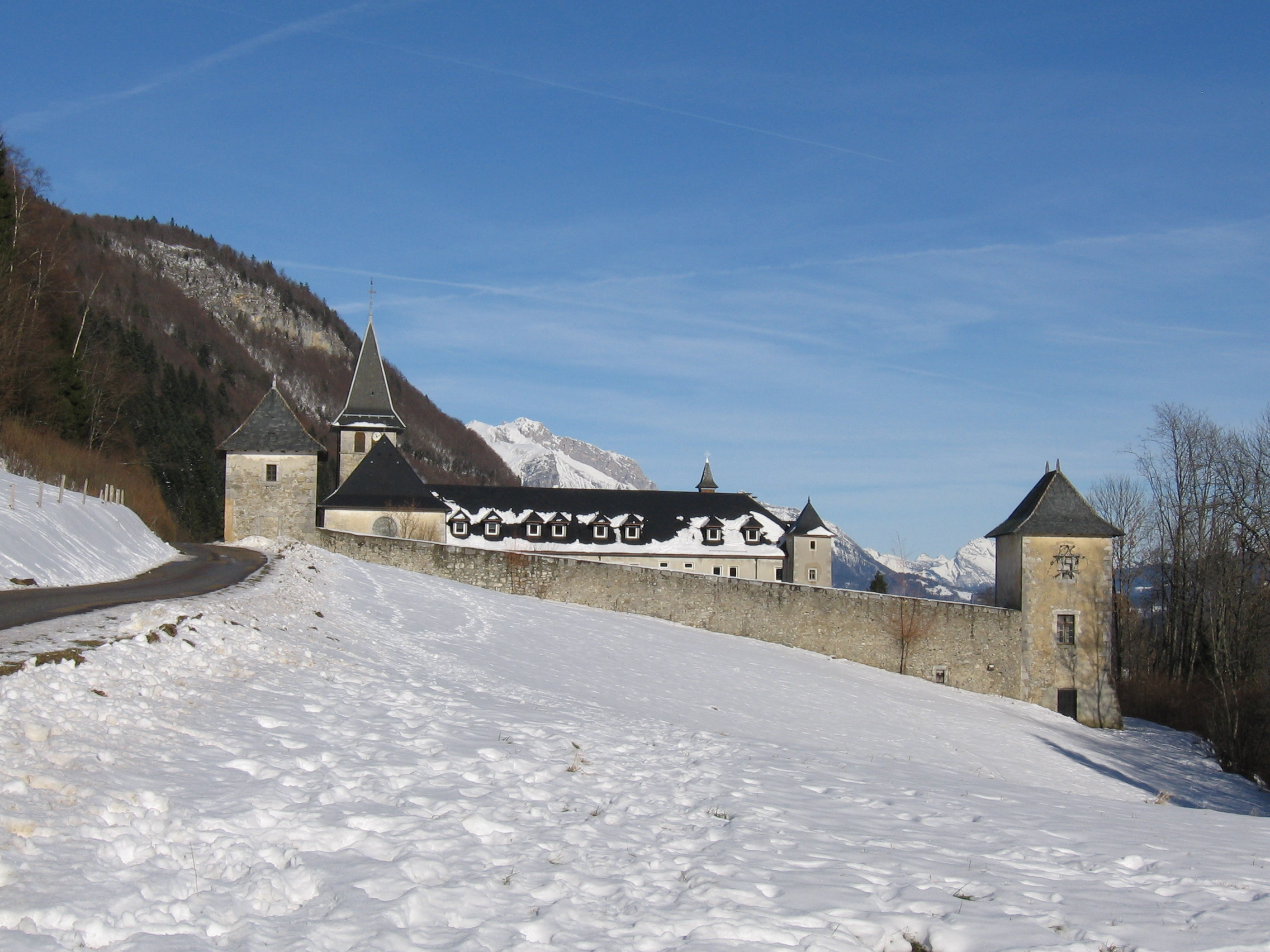
Imatge hinvernal de l'abadia de Notre-Dame de Tamié, fundada el segle.

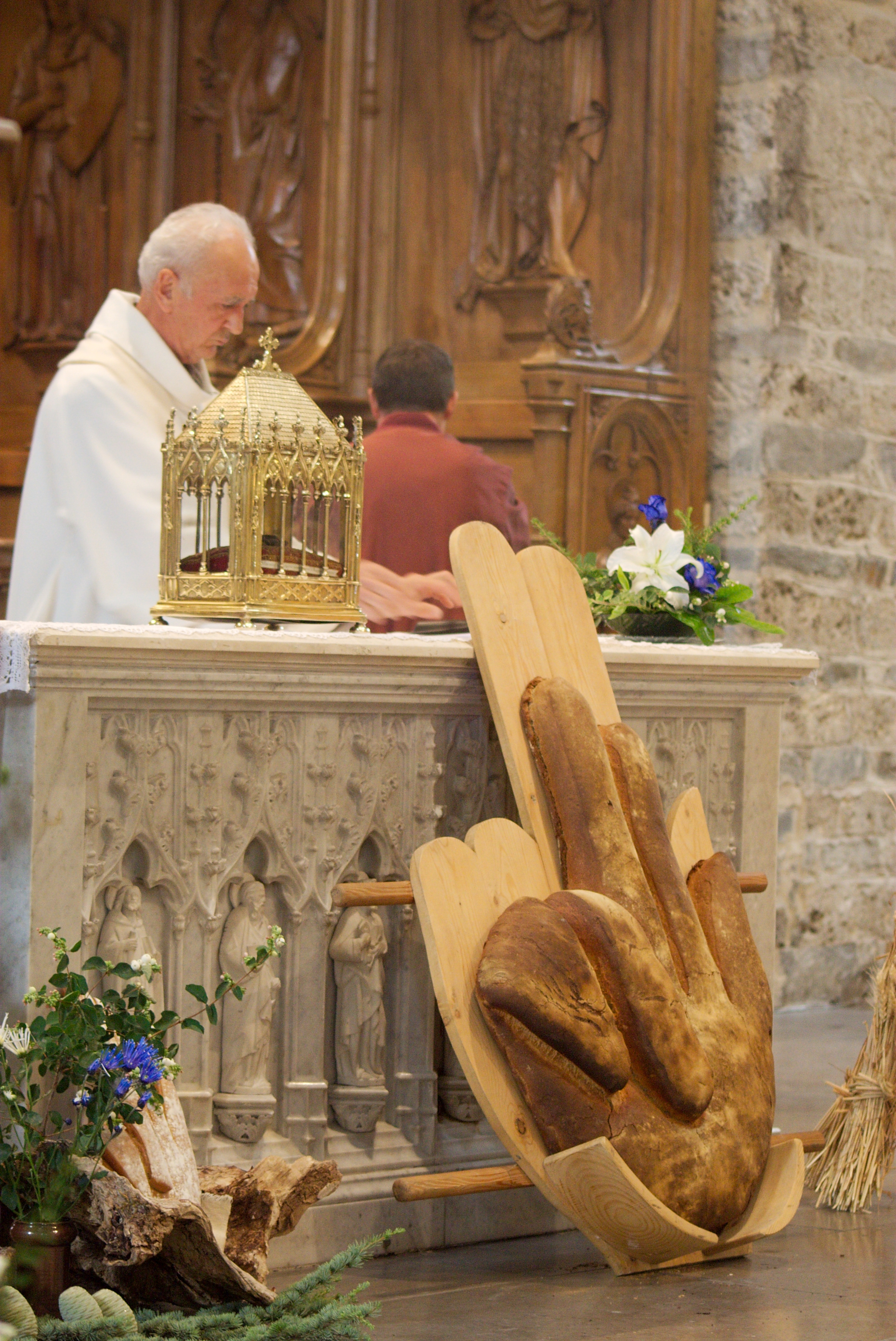
Reliquie de Sant Joan Baptista exposades a la catedral de Saint-Jean-de-Maurienne.

L'arquebisbat de Chambéry, Saint-Jean-de-Maurienne i Tarantasia (francès: Archidiocèse de Chambéry, Maurienne et Tarentaise, llatí: Archidioecesis Camberiensis, Maurianensis et Tarantasiensis) és una seu de l'Església Catòlica a França, sufragània de l'arquebisbat de Lió. Al 2013 tenia 397.700 batejats sobre una població de 432.000 habitants. Actualment està regida per l'arquebisbe Philippe Ballot.

## Territori
L'arxidiòcesi comprèn el departament francès de Savoia, a excepció d'Ugine i de la vall d'Arly, que pertany al bisbat d'Annecy. Comprèn a més 10 parròquies al voltant de Rumilly al departament de l'Alta Savoia.
La seu episcopal és la ciutat de Chambéry, on es troba la catedral de catedral de Sant Francesc de Sales. A Saint-Jean-de-Maurienne  es troba la catedral de Sant Joan Baptista i a Moûtiers es troba la catedral de Sant Pere.
El territori s'estén sobre 7.460 km². Amb la reforma de l'arxidiòcesi que es realitzà a partir del primer decenni del III mil·lenni, des del 28 d'agost de 2010 està dividit en 43 parròquies, agrupades en 10 vicariats.

## Història

### Seu de Tarentèsa
La diòcesi de Tarentèsa va ser erigida al segle v. L'esment més primerenc de la diòcesi es troba en una carta del Papa Lleó el Gran de 450, en la qual el Papa envia la diòcesi a la jurisdicció del metropolità de Viena del Delfinat.
Segons la tradició, el primer bisbe de la diòcesi hauria estat Jaume d'Assíria, que va ser deixeble de sant Honorat de Lérins, que, quan es va convertir en bisbe d'Arle, el consagrà missioner a la terra dels ceutrons a la vall de la Tarentèsa. El primer bisbe està històricament documentat és Sanzio, que va participar en el concili d'Epaon el 517. La seu del bisbe era la ciutat de Moûtiers, l'antiga Darantasia, un nom que més tard va donar el seu nom a la vegada la vall de la diòcesi (encara que sovint s'escriu diòcesi de Moûtiers o diòcesi de Moûtiers a la Tarentaise).
Entre el 794 i el 811, a l'època de Carlemany, la diòcesi de Tarantàsia va ser elevada al rang d'arxidiòcesi metropolitana. Va tenir com a sufragànies les diòcesis d'Aoesta i de Sion, i durant un període determinat també el de Saint-Jean-de-Maurienne abans que fos sotmès a l'arxidiòcesi de Viena del Delfinat.
Al final del segle x l'arquebisbe Amizone va obtenir de Rodolf III de Borgonya el títol de comte, l'origen del poder temporal dels arquebisbes de Tarentèsa que mantindrien durant gairebé vuit segles. En els segles immediatament posteriors, els comtes arquebisbes de Tarentèsa havien de defensar els seus drets feudals contra els usurpadors locals; va ser en aquest context que la Casa de Savoia va intervenir a favor dels arquebisbes, controlant tot el comtat al llarg del temps. A partir del segle XIV els comtes de Savoia van intervenir regularment en el nomenament dels arquebisbes. L'últim comte-arquebisbe de Tarentèsa va ser Claude Humbert de Rolland, que el 1769 va vendre els títols, llavors més honorífics que lucratius, al rei Carles Manuel III de Sardenya.

### Seu de Saint-Jean-de-Maurienne
La diòcesi de Sant-Jean-de-Maurienne ser erigida al voltant del 575 pel rei de Borgonya Guntram, amb motiu del trasllat a la ciutat de Saint-Jean-de-Maurienne de les relíquies de sant Joan Baptista. La diòcesi incloïa la vall de Mauriena, treta de l'autoritat dels bisbes de Torí, la vall de Susa i el Briançonnais. El nom del primer bisbe de Maurienne, Felmasio, està contingut en un antic document que es relaciona un miracle connectat amb les relíquies de Sant Joan Baptista, que va ser l'origen de la fundació de la diòcesi. La seu episcopal de la diòcesi va ser la catedral de Sant Joan Baptista, construïda al segle vi, destruïda pel sarraïns el 943 i reconstruïda de nou al segle xi.
Originalment, la diòcesi era sufragània de l'arxidiòcesi de Viena del Delfinat. Quan es va crear la metròpoli de Tarentèsa (finals del segle viii), Moriana es va convertir en part de la nova província eclesiàstica. Però és evident que la seu va ser disputada entre els dos arquebisbes metropolitans, de fet, una carta del papa Joan VIII del 878 designà formalment Maurienne com a sufragània de Tarentèsa, i el 908 el papa Sergi III, en que confirmà la seu metropolitana de Vienne com a seva sufragània, també menciona entre aquestes les diòcesis de Moriana. Només pel Papa Calixt II, a la primera meitat del segle xii, la situació es converteix en benefici final de Vienne.
En 1033 la ciutat de Saint-Jean-de-Maurienne, per la seva oposició als intents imperials d'annexió del regne de Borgonya, va ser destruïda per l'emperador Conrad II que també va abolir la diòcesi, annexionant el territori al de la diòcesi de Torí; aquesta decisió va ser confirmada per Conrad II el 1039 al bisbe de Torí Guidone. A la mort d'aquest (1046) el bisbe legítim Thibaud va poder de prendre possessió de la seva diòcesi, que va ser restaurada, però va perdre la Vall de Susa, es va mantenir la diòcesi de Torí.
El seminari diocesà va ser fundat el 1735.

### Seu de Chambéry
En diverses ocasions els ducs de Savoia havien intentat substreure la seva capital a la jurisdicció espiritual d'un bisbe francès, a Grenoble, de la que Chambéry sempre havia depès, per erigir una diòcesi separada; els intents s'havien fet el 1474 i el 1515, però havien estat frustrats pels reis francesos.
La diòcesi de Chambéry va ser erigida el 18 d'agost de 1779 amb la butlla Universa Dominici gregis del Papa Pius VI, obtenint el seu territori del de la diòcesi de Grenoble. Originalment estava immediatament subjecta a la Santa Seu i incloïa 61 parròquies. L'església dels franciscans, construïda el 1439 i consagrada el 1488, va ser escollida per convertir-se en la nova catedral, i el 1777 s'havia convertit en una parròquia de la ciutat.
Durant la revolució francesa, el bisbe Michel Conseil es va negar a reconèixer la diòcesi del Mont Blanc, erigida pels revolucionaris i la designació d'un intrús al seu càrrec; això li va valer la detenció domiciliària a l'episcopi, on va morir el 1793, deixant la diòcesi vacant durant diversos anys.
Després del concordat amb la butlla Qui Christi Domini del Papa Pius VII el 29 de novembre de 1801 el territori diocesà es va fer que coincidís amb el dels departaments de Savoia i de l'Alta Savoia.. Això va implicar l'eliminació de l'arxidiòcesi de Tarentaise i de la diòcesi de Saint-Jean-de-Maurienne i de Ginebra-Annecy, que es van unir a la diòcesi de Chambéry, que també es va annexionar territoris pertanyents a la diòcesi de Belley, igualment suprimides. A més de Chambery també se li va donar jurisdicció sobre les restants parròquies de la diòcesi de Ginebra-Annecy i situades en el que avui és el cantó de Ginebra. Aquestes mesures van portar el bisbe de Chambéry a assumir també el títol de bisbe de Ginebra.
El 10 de juliol de 1817, després que el Congrés de Viena hagués restaurat el Ducat de Savoia, la diòcesi de Chambéry va ser elevada al rang de arxidiòcesi metropolitana amb la diòcesi d'Aosta com a única sufragània.
Les decisions de principis del segle xix van suposar un augment considerable del territori diocesà, que va arribar a formar part de 627 parròquies. Però aquesta situació va durar uns quants anys. De fet:
- el 30 de setembre de 1819, el papa Pius VII, mitjançant els breus Inter multiplices, va separar les parròquies catòliques del cantó de Ginebra del territori de l'arxidiòcesi i les va unir a la diòcesi de Lausana; dos anys més tard, l'arquebisbe de Chambéry també va perdre el títol de bisbe de Ginebra a favor dels bisbes de Lausana;
- el 5 de febrer de 1822 va cedir una part del seu territori a l'avantatge de la construcció de la diòcesi d'Annecy, que es va convertir en la seva sufragània;
- finalment, el 7 d'agost de 1825 en virtut de la butlla Ecclesias quae antiquitate del Papa Lleó XII va donar porcions addicionals de terres per a la restauració de les seus Tarentèsa (sinó simplement com una diòcesi i ja no com arxidiòcesi) i Saint-Jean-de-Maurienne; aquestes diòcesis també van passar a formar part de la província eclesiàstica de Chambéry.

### L'arxidiòcesi actual
El 26 d'abril de 1966 amb la butlla Animorum bonum del Papa Pau VI, les diòcesis de Tarentèsa i de Saint-Jean-de-Maurienne van ser unides aeque principaliter a l'arxidiòcesi de Chambéry, contextualment va assumir el seu nom actual; les dues diòcesis unides van mantenir la catedral i el capítol de canonges, mentre que la cúria episcopal es va reduir a una i l'arquebisbe de Chambéry assumí també els títols de bisbe de Sant-Jean-de-Maurienne i de bisbe de Tarentèsa.
El 16 de desembre de 2002 l'arxidiòcesi de Chambéry va perdre la seva dignitat metropolitana i va passar a formar part de la província eclesiàstica de l'arxidiòcesi de Lió; no obstant això, va mantenir el rang d'arxidiòcesi.

## Cronologia episcopal

### Bisbes de Chambéry
- Michel Conseil † (26 de gener de 1780 - 27 de setembre de 1793 mort)
  - Sede vacante (1793-1802)
- René des Monstiers de Mérinville † (4 de maig de 1802 - 7 de febrer de 1805 renuncià)
- Irénée-Yves Desolle (Dessole) † (22 de març de 1805 - 11 de novembre de 1823 jubilat)
- François-Marie Bigex † (24 de maig de 1824 - 19 de febrer de 1827 mort)
- Antoine Martinet † (28 de gener de 1828 - 6 de maig de 1839 mort)
- Alexis Billiet † (27 d'abril de 1840 - 30 d'abril de 1873 mort)
- Pierre-Anastase Pichenot † (25 de juliol de 1873 - 5 d'octubre de 1880 mort)
- François-Albert Leuillieux † (13 de maig de 1881 - 11 de maig de 1893 mort)
- François Hautin † (15 de juny de 1893 - 6 de febrer de 1907 mort)
- Gustave-Adolphe de Pélacot † (15 d'abril de 1907 - 5 d'agost de 1907 mort)
- François-Virgile Dubillard † (16 de desembre de 1907 - 1 de desembre de 1914 mort)
- Dominique Castellan † (26 de maig de 1915 - 12 de maig de 1936 mort)
- Pierre-Marie Durieux † (1 de febrer de 1937 - 3 de febrer de 1947 mort)
- Louis-Marie-Fernand de Bazelaire de Ruppierre † (23 d'octubre de 1947 - 26 d'abril de 1966 renuncià)

### Bisbes i arquebisbes de Tarentèsa
- Sant Giacomo †
- Sant Marcellino †
- Sant Pascasio †[8]
- Sanzio † (citat el 517)
- Magno †
- Nicezio o Migezio †[9]
- Sant Marciano † (abans de 581 - després de 585)
- SantEraclio †
- Firmino †
- Patrizio ? †
- Probino †[10]
- Baldemaro o Buldemaro † (citat el 650)
- Emeterio †
- Widenardo †
- Giovanni †
- Leudegango o Leodrando †
- Umberto †
- Benimondo †
- Emmone †
- Possessore †
- Radaberto o Dagoberto †[11]
- Andrea † (citat el 828)
- Audace † (citat el 840)[12]
- Teutrando o Teutramno † (abans de 858 - 7 de març de 885 mort)
- Alucco o Aluso † (citat el 885)
- Daniele † (citat el 891 vers)
- Annuso o Annuco † (citat el 900)
- Adalberto †
- Lizone †
- Amizone † (abans de 990 - després de 996)
- Baldofo † (abans de 1006 - després de 1007)
- Luzo o Luzone † (citat el 1020)
- Aimone o Emmone † (abans de 1025 - després de 1044)
- Annuzio (o Annucco) † (citat el 1077)
- Bosone † (abans de 1096 - després de 1099)
- Beat Pietro il Vecchio † (abans de 1132 - vers 1140)
  - Isdraele † (vers 1140) (illegittimo)
- Sant Pietro de Tarantasia † (de setembre de 1141 - 14 de setembre de 1171 mort)
- Aimone de Briançon † (abans de 1179 - vers 1210 mort)
- beat Bernard de Chignin † (abans de 1213 - 12 d'octubre de 1222 mort)
- Jean II † (de juliol de 1222 o 1223 - ?)
- Herluin de Chignin † (citat el 1224)
- Rodolfo Grossi du Chastelar † (2 de març de 1246 - 1271)
- Sant Pietro Grossi du Chastelar † (30 de maig de 1272 - 22 de juliol de 1283 mort)
- Aimone de Bruissons † (13 de desembre de 1283 - 1297 mort)
- Bertrando de Bertrandis † (17 de juny de 1297 - 9 de maig de 1334 mort)
- Jacques de Salins † (13 de juliol de 1334 - de març de 1341 mort)
- Bertrando de Novo Domno † (3 d'octubre de 1341 - 1342 mort)
- Giovanni de Bertrandis † (20 de novembre de 1342 - de març de 1365 mort)
- Giovanni de Betton † (11 de març de 1365 - 30 de novembre de 1378 mort)
- Umberto de Villette † (15 de gener de 1379 - d'abril de 1379 mort)
- Rodolfo de Chissey o Chissé † (28 de febrer de 1380 - 1385 mort)
- Edoardo de Savoia-Acaia † (21 de febrer de 1386 - de febrer de 1395 mort)
- Pietro de Collomb † (26 d'abril de 1395 - 25 de novembre de 1396 mort)
  - Aimone de Séchal † (17 de setembre de 1397 - 1404 mort) (administrador apostòlic)
  - Antonio de Challant † (1 de juny de 1404 - 14 de setembre de 1418 mort) (administrador apostòlic)
- Giovanni de Bertrandis † (23 de setembre de 1418 - 29 d'agost de 1432 mort)
- Marco Condulmer † (4 de novembre de 1433 - 28 de febrer de 1438 nomenat patriarca de Grado)
- Jean d'Arces † (28 de febrer de 1438 - 12 de desembre de 1454 mort)
  - Giovanni Luigi de Savoia † (22 d'abril de 1456 - 16 de febrer de 1460 nomenat bisbe de Ginebra) (administrador apostòlic)
- Tommaso de Sur † (16 de febrer de 1460 - 1472 mort)
- Cristoforo della Rovere † (3 d'agost de 1472 - 1 de febrer de 1478 mort)
- Domenico della Rovere † (11 de febrer de 1479 - 19 de juliol de 1482 nomenat bisbe de Ginebra)
- Urbain de Chevron Villette † (28 de maig de 1483 - 9 de novembre de 1483 mort)
- Giovanni de Compey † (14 de juny de 1484 - 28 de juny de 1492 mort)
- Corin de Plosasque † (8 de juliol de 1492 - de març de 1497 mort)
- Claude de Château-Vieux † (14 d'abril de 1497 - d'abril de 1516 renuncià)
- Jean-Philippe de Groslée † (28 d'abril de 1516 - 21 de desembre de 1559 mort)
- Girolamo de Valperga † (17 de juliol de 1560 - 16 de juliol de 1573 mort)
- Giuseppe Parpaglia † (26 d'agost de 1573 - 25 de juliol de 1598 mort)
- Jean-François Berliet † (8 de novembre de 1599 - 2 de gener de 1607 mort)
- Anastasio Germonio † (12 de novembre de 1607 - 4 d'agost de 1627 mort)
- Benoît-Théophile de Chevron Villette † (20 de setembre de 1632 - 16 de juny de 1658 mort)
- François-Amédée Milliet, † (17 de novembre de 1659 - 25 de maig de 1703 mort)
  - Sede vacante (1703-1727)
- François-Amédée Milliet d'Arvillars † (25 de juny de 1727 - 28 d'agost de 1744 mort)
- Claude Humbert de Rolland † (19 de gener de 1750 - 27 de novembre de 1770 mort)
- Gaspard-Augustin Laurent de Sainte-Agnès, O.F.M.Conv. † (16 de desembre de 1771 - 23 de juliol de 1783 mort)
- Joseph de Monfalcon du Cengle † (27 de juny de 1785 - 22 de setembre de 1793 mort)
  - Sede vacante (1793-1801)
  - Seu suprimida (1801-1825)
- Antoine Martinet † (19 de desembre de 1825 - 28 de gener de 1828 nomenat arquebisbe de Chambéry)
- Antoine Rochaix † (28 de gener de 1828 - 19 de novembre de 1836 mort)
- Jean-François-Marcellin Turinaz † (12 de febrer de 1838 - 6 de setembre de 1866 jubilat)
- François Gros † (22 de febrer de 1867 - 3 de març de 1873 renuncià)
- Charles-François Turinaz † (21 de març de 1873 - 30 de març de 1882 nomenat bisbe de Nancy)
- Jean-Pierre Pagis † (30 de març de 1882 - 26 de maig de 1887 nomenat bisbe de Verdun)
- Pierre-Emmanuel Bouvier † (25 de novembre de 1887 - 11 d'abril de 1900 mort)
- Lucien-Léon Lacroix † (18 d'abril de 1901 - 17 d'octubre de 1907 renuncià)
- Jean-Basptiste Biolley † (28 de novembre de 1907 - 10 d'octubre de 1918 mort)
- Louis Termier † (29 de novembre de 1918 - 5 d'abril de 1938 mort)
- Léon-Albert Terrier † (14 de setembre de 1938 - 24 de juliol de 1944 nomenat bisbe de Bayonne)
- Auguste Jauffres † (28 d'agost de 1944 - 7 de desembre de 1961 jubilat)
  - Sede vacante (1961-1966)

### Bisbes de Saint-Jean-de-Maurienne
- Sant Felmasio †
- SantIconio † (abans de 581 - després de 601 o 602)
- Leporio † (citat el 650)
- Vualchino o Walchuno † (abans de 726 - després de 739)
- Vitgario † (citat el 775)[13]
- Mainardo †[14]
- Giuseppe † (citat el 853)
- Abbone † (abans de 858 - després del 860)
- Adalberto † (abans de 876 - després del 882)
- Asmondo † (citat el 887)
- Guglielmo † (citat el 899)
- Benedetto †
- SantOdilardo † (abans de 915 - després de 926)[15]
- Everardo o Eberardo † (abans de 990 - després de 1025)
- Thibaud † (abans de 1033 vers - després de 1046)
- Brochard o Burcard † (citat el 1061)[16]
- Artaud † (citat el 1080)[17]
- Conon I † (abans de 1093 - després de 2 de maig de 1108 mort)[18]
- Amédée de Faucigny † (abans de 1112 - després de 1124)
- Conon II † (citat el 1127)
- SantAyrald I, O.Cart. † (abans de 1134 - després de 1145)[19]
- Bernard, O.Cart. † (citat el 1153)
- Ayrald II † (citat el 1158)[20]
- Guillaume † (abans de maig de 1162 - després de 1173)[21]
- Pierre I † (? - abans de 1184 renuncià)
- Lambert † (vers 1177[22] - 15 de març de 1197 o 1198 mort)
- Bernard de Chignin † (abans de maig de 1200 - 1213 nomenat arquebisbe de Tarantasia)
- Amédée de Genève † (abans de 30 de maig de 1214 - 18 d'octubre de 1220 mort)
  - Jean † (citat el 1221) (bisbe electe)[23]
  - Pierre II † (citat el 1222) (bisbe electe)[24]
- Aimar de Bernin o Pierre de Arenis † (1223 - 1236 nomenat arquebisbe de Embrun)
- Amédée de Savoia (o de Miribel) † (1237 - 19 de gener de vers 1256 mort)
- Pierre de Morestel † (abans de maig de 1258 - 19 de març de vers 1262 mort)
- Anthelme de Clermont † (abans de setembre de 1262 - 4 de març de 1269 mort)
- Pierre de Guelis † (abans de 12 de gener de 1270 - 15 de gener de 1273 mort)
- Aimon de Miolans † (abans de febrer de 1276 - 26 d'octubre de 1299 o 1300 mort)
- Amblard d'Entremont † (abans de 1301 - 21 d'abril de 1308 mort)
- Aymon de Miolans-Urtières † (1308 - 1334 mort)
- Anthelme de Clermont † (10 de setembre de 1334 - 23 de febrer de 1349 mort)
- Amedeo de Savoia-Acaia † (18 de març de 1349 - 13 de juny de 1376 mort)
- Giovanni Malabayla † (11 d'agost de 1376 - vers 1380 mort)
- Henry de Sévery, O.Clun. † (16 de setembre de 1381 - 18 de maig de 1385 nomenat bisbe de Rodez)
- Savin de Florano † (18 de maig de 1385 - 28 de setembre de 1410 mort)
- Amédée de Montmayeur, O.S.B. † (15 d'octubre de 1410 - 8 d'octubre de 1422 mort)
- Aimon de Gerbaix † (30 d'octubre de 1422 - 1432 mort)
- Oger Moriset † (11 de febrer de 1433 - 11 de gener de 1441 mort)
- Louis de la Palud, O.S.B. † (de juliol de 1441 - 22 de setembre de 1451 mort)
  - Juan de Segovia † (13 d'octubre de 1451 - 20 de gener de 1453 nomenat arquebisbe titular de Cesarea de Palestina) (bisbe electe)
- Guillaume d'Estouteville † (26 de gener de 1453 - 20 d'abril de 1453 nomenat arquebisbe de Rouen)
  - Guillaume d'Estouteville † (20 d'abril de 1453 - 22 de gener de 1483 mort) (administrador apostòlic)
- Etienne de Morel † (31 de gener de 1483 - 24 de juliol de 1499 mort)
- Louis de Gorrevod de Challand † (9 d'agost de 1499 - 1532 renuncià)
- Jean-Philibert de Loriol de Châles † (10 d'abril de 1532 - 1544 mort)
- Girolamo Recanati Capodiferro † (30 de juliol de 1544 - 1 d'octubre de 1559 mort)
- Brandolesius de Trottis † (27 de març de 1560 - 1563 mort)
  - Ippolito d'Este † (1564 - 1567 renuncià) (administrador apostòlic)
- Pierre de Lambert, O.S.A. † (21 de novembre de 1567 - 6 de maig de 1591 mort)
- Filiberto Milliet de Faverges † (6 de maig de 1591 - 22 d'octubre de 1619 nomenat arquebisbe de Torí)
- Carlo Bobba † (13 de maig de 1619 - 10 de febrer de 1636 mort)
- Paul Milliet de Challes † (27 de novembre de 1641 - 30 d'octubre de 1656 mort)
- Ercole Berzetti † (6 de maig de 1658 - 4 de març de 1686 mort)
- Francesco Giacinto Valperga di Masino † (12 de maig de 1687 - 7 de setembre de 1736 mort)
  - Sede vacante (1736-1741)
- Ignace-Dominique Grisella de Rosignan † (6 de març de 1741 - 21 o 22 de setembre de 1756 mort)
- Carlo Giuseppe Filippa della Martiniana † (18 de juliol de 1757 - 12 de juliol de 1779 nomenat bisbe de Vercelli)
- Charles-Joseph Compans de Brichanteau † (20 de març de 1780 - 25 d'agost de 1796 mort)
  - Sede vacante (1796-1801)
  - Seu suprimida (1801-1825)
- Alexis Billiet † (19 de desembre de 1825 - 27 d'abril de 1840 nomenat arquebisbe de Chambéry)
- François-Marie Vibert † (1 de març de 1841 - 31 d'octubre de 1876 mort)
- Michel Rosset † (18 de desembre de 1876 - 8 de juny de 1902 mort)
  - Sede vacante (1902-1906)
- Adrien Alexis Fodéré † (21 de febrer de 1906 - 27 d'agost de 1923 mort)
- Auguste Grumel † (3 de febrer de 1924 - 14 de març de 1946 mort)
- Frédéric Duc † (14 de març de 1946 - 11 de gener de 1954 renuncià)
- Louis Henri Marie Ferrand † (11 de gener de 1954 - 17 d'abril de 1956 nomenat arquebisbe titular de Cirro i coadjutor de Tours)
- Joël-André-Jean-Marie Bellec † (2 de maig de 1956 - 15 de juny de 1960 nomenat bisbe de Perpinyà-Elna)
- André-Georges Bontems † (13 de setembre de 1960 - 26 d'abril de 1966 nomenat arquebisbe de Chambéry, Saint-Jean-de-Maurienne e Tarantasia)

### Arquebisbes de Chambéry, Saint-Jean-de-Maurienne i Tarentèsa
- André-Georges Bontems † (26 d'abril de 1966 - 14 de maig de 1985 jubilat)
- Claude Feidt (14 de maig de 1985 - 17 de juny de 1999 nomenat arquebisbe de Ais de Provença)
- Laurent Bernard Marie Ulrich (6 de juny de 2000 - 1 de febrer de 2008 nomenat arquebisbe, a títol personal, de Lille)
- Philippe Ballot, des del 14 de gener de 2009

## Estadístiques
A finals del 2013, la diòcesi tenia 397.700 batejats sobre una població de 432.000 persones, equivalent al 92,1% del total.
| any                                                          | població | població | població | sacerdots | sacerdots       | sacerdots       | sacerdots             | diaques | religiosos | religiosos | parròquies |
| ------------------------------------------------------------ | -------- | -------- | -------- | --------- | --------------- | --------------- | --------------------- | ------- | ---------- | ---------- | ---------- |
| any                                                          | batejats | total    | %        | total     | clergat secular | clergat regular | batejats por sacerdot | diaques | homes      | dones      |            |
| Diòcesi de Tarentèsa                                         |          |          |          |           |                 |                 |                       |         |            |            |            |
| 1949                                                         | 50.000   | 52.340   | 95,5     | 114       | 109             | 5               | 438                   |         |            | 180        | 87         |
| Diòcesi de Saint-Jean-de-Maurienne                           |          |          |          |           |                 |                 |                       |         |            |            |            |
| 1949                                                         | 42.000   | 43.115   | 97,4     | 127       | 127             | 0               | 330                   |         |            | 215        | 89         |
| Arxidiòcesi de Chambéry                                      |          |          |          |           |                 |                 |                       |         |            |            |            |
| 1950                                                         | 129.700  | 130.500  | 99,4     | 377       | 292             | 85              | 344                   |         | 197        | 633        | 174        |
| 1957                                                         | 138.000  | 140.000  | 98,6     | 402       | 282             | 120             | 343                   |         | 76         | 500        | 175        |
| Arxidiòcesi de Chambéry, Saint-Jean-de-Maurienne i Tarentèsa |          |          |          |           |                 |                 |                       |         |            |            |            |
| 1970                                                         | 256.973  | 286.399  | 89,7     | 485       | 411             | 74              | 529                   |         | 102        | 715        | 357        |
| 1980                                                         | 276.000  | 307.000  | 89,9     | 405       | 342             | 63              | 681                   |         | 80         | 730        | 370        |
| 1990                                                         | 316.000  | 339.000  | 93,2     | 301       | 246             | 55              | 1.049                 | 5       | 107        | 579        | 348        |
| 1999                                                         | 331.600  | 354.700  | 93,5     | 209       | 199             | 10              | 1.586                 | 15      | 20         | 348        | 354        |
| 2000                                                         | 347.000  | 371.343  | 93,4     | 222       | 177             | 45              | 1.563                 | 16      | 71         | 380        | 367        |
| 2001                                                         | 341.000  | 365.625  | 93,3     | 210       | 186             | 24              | 1.623                 | 16      | 61         | 373        | 348        |
| 2002                                                         | 332.600  | 356.748  | 93,2     | 202       | 170             | 32              | 1.646                 | 17      | 70         | 356        | 348        |
| 2003                                                         | 314.000  | 356.748  | 88,0     | 225       | 169             | 56              | 1.395                 | 18      | 106        | 447        | 346        |
| 2004                                                         | 314.000  | 356.748  | 88,0     | 197       | 165             | 32              | 1.593                 | 19      | 60         | 386        | 200        |
| 2006                                                         | 316.982  | 360.252  | 88,0     | 142       | 112             | 30              | 2.232                 | 19      | 41         | 312        | 111        |
| 2013                                                         | 397.700  | 432.000  | 92,1     | 146       | 117             | 29              | 2.723                 | 28      | 78         | 209        | 136        |

### Per la seu de Tarantasia
- Esquema de la diòcesi a www.catholic-hierarchy.com (anglès)
- Esquema de la diòcesi a www.gcatholic.org (anglès)
- Denis de Sainte-Marthe, Gallia christiana, vol. XII, París 1770, coll. 700-728(llatí)
- Louis Duchesne, Fastes épiscopaux de l'ancienne Gaule, vol. I, Paris 1907, pp. 243–247(francès)
- Pius Bonifacius Gams, Series episcoporum Ecclesiae Catholicae, Leipzig 1931, pp. 829–830(llatí)
- Konrad Eubel, Hierarchia Catholica Medii Aevi, vol. 1 Arxivat 2019-07-09 a Wayback Machine., pp. 472–473; vol. 2 Arxivat 2018-10-04 a Wayback Machine., p. 245; vol. 3 Arxivat 2019-03-21 a Wayback Machine., p. 308; vol. 4 Arxivat 2018-10-04 a Wayback Machine., pp. 426–427; vol. 5, p. 368; vol. 6, p. 392(llatí)

### Per la seu de Saint-Jean-de-Maurienne
- Esquema de la diòcesi a www.catholic-hierarchy.com (anglès)
- Esquema de la diòcesi a www.gcatholic.org (anglès)
- Jean-Barthélemy Hauréau, Gallia christiana, vol. XVI, París 1865, coll. 611-654(llatí)
- Louis Duchesne, Fastes épiscopaux de l'ancienne Gaule, vol. I, Paris 1907, pp. 239–242(francès)
- Fedele Savio, Gli antichi vescovi d'Italia. Il Piemonte, Torino 1898, pp. 221–237
- Pius Bonifacius Gams, Series episcoporum Ecclesiae Catholicae, Leipzig 1931, pp. 830–831(llatí)
- Konrad Eubel, Hierarchia Catholica Medii Aevi, vol. 1 Arxivat 2019-07-09 a Wayback Machine., p. 331; vol. 2 Arxivat 2018-10-04 a Wayback Machine., pp. 187–188; vol. 3 Arxivat 2019-03-21 a Wayback Machine., p. 238; vol. 4 Arxivat 2018-10-04 a Wayback Machine., p. 235; vol. 5, p. 261; vol. 6, p. 281(llatí)